# Labilité
La labilité est la propension d'une chose à changer, à bouger, à être mobile. Par extension, elle désigne un objet sujet à défaillance, instable.

## En psychologie
En psychologie, elle caractérise une humeur changeante : une petite émotion engendre une réaction difficilement contrôlable (pleurs ou rires exagérés). On parle de labilité émotionnelle ou de labilité affective.

## En chimie et biochimie
En chimie et en biochimie, la labilité est la capacité d'un nucléofuge (ou groupe partant) à pouvoir se détacher plus ou moins facilement d'une molécule. Plus un groupe ou un atome (exemple : atome d'hydrogène en position allylique remplacé par le soufre lors d'une vulcanisation) se détache facilement, plus il est dit labile.

Dans le cas particulier où le groupe partant est l'ion H+ (appelé « proton » puisqu'un atome d'hydrogène qui perd son unique électron est réduit à son noyau, c'est-à-dire un proton), la labilité de ce proton donnera le caractère protique ou aprotique à la molécule qui le libère ou non.